# Divisions administratives de Bagdad
La ville de Bagdad comporte dix districts administratifs divisés en 89 quartiers. Le Tigre partage la ville en deux parties : Rusafa, qui regroupe les six districts de la rive est, et Karkh, qui rassemble les quatre districts de la rive ouest.

## Rusafa

### Al-Rusafa(en)
- 1. Sinek (Sinak), Al Rasheed
- 2. Khulani, Place Al Wathba, Shorjah
- 3. Abu Nuwas
- 4. Orphalia, Bataween
- 5. Parc Al-Sa'adoon (Al-Saadoon) (en)
- 6. Camp Gaylani
- 7. Sheikh Omar
- 8. Medical City
- 9. Bab Al-Moatham (Bab Al-Muadham)oon) (en)
- 10. Mustansiriya
- 11. Nil
- 12. Hayy 14 (14 juillet, date du renversement de la monarchie hachémite en 1958)
- 13. Idrissi

### Adhamiyah
- 14. Adhamiyah
- 15. Al-Wazireya (Waziriya)
- 16. Al-Wazireya-Industrie
- 17. Maghreb
- 18. Qahira
- 19. Gherai'at (Krai'at)
- 20. Tunis
- 21. Hayy Ur
- 22. Sha'ab Est
- 23. Sha'ab Nord
- 24. Sha'ab Sud
- 25. Rashdiya

### Sadr Cityou Thawra (Révolution)
- 26. Ishbiliya
- 27. Habbibiya
- 28. Sadr City

### Tisaa Nissan
Ce district porte le nom d'un jour de l'année : le 9 avril, date de la chute de Saddam Hussein en 2003. Plus connu sous son ancien nom, Baghdad Al-Jidida, c'est-à-dire Nouvelle-Bagdad (es).
- 29. Stade Al-Shaab, Place Bor Said Square, Monument al-Shaheed (monument des Martyrs de la guerre Iran-Irak)
- 30. Al-Muthanna, Zayouna
- 31. Al Ghadeer, place Maysaloon
- 32. Baghdad Al-Jadida (Nouvelle-Bagdad), Alef Dar, Al-Khaleej
- 33. Habibiya, Dur Al-Umal, Baladiyat
- 34. Mashtal, Ameen, Nafit, Rustomaniya (Rustomiya)
- 35. Fedhailia, Kamaliya
- 36. Al-Husseinia, Ma'amil, rue Al-Rasheed
- 37. Al-Ubedy (Obaydi), Ma'amil 2

### Karrada
- 38. Sinaa, Alwiya, Al-Wahda (Al-Wehda)
- 39. Karrada central
- 40. Zuwiya, Al-Jadriya (où se trouve le principal campus de l'université de Bagdad)
- 41. Karrada externe, Arasat, Mesbah
- 42. Camp Sarah, Route du Camp Al-Rasheed

### Al-Za'franiya
- 43. Alwaleed
- 44. Rasheed
- 45. Shoumoukh
- 46. Orfali
- 47. Seaidya
- 48. Rabea'a
- 49. Camp Al-Rasheed

## Karkh

### Karkh
Ce district abrite la Zone verte, quartier des administrations gouvernementales et des ambassades.
- 47. Shawaka, quartier Haïfa
- 48. Sheik Maaruf, Shaljia
- 49. Salhia
- 50. Karadat Maryam
- 51. Île Um Al-Khanzeer, quartier présidentiel
- 52. Al-Kindi (du nom d'un célèbre savant du IXe siècle), Harithiya
- 53. Parc Zawra (Zoo de Bagdad)
- 54. Muthenna Air Base

### Kadhimiya
- 55. Utayfia
- 56. Kadhimiya 1
- 57. Kadhimiya 2
- 58. Ali Al-Salih (Ali Al-Saleh), Salam
- 59. Hurriya (Hurriyah) 1-5
- 60. Dabbash
- 61. Al-Shu'ala

### Mansour
D'après le nom du deuxième calife abbasside Abû Ja`far al-Mansûr `Abd Allah ben Muhammad al-Imâm.
- 62. Qadissiyya (d'après la bataille d'al-Qadisiyya remportée par les conquérants arabes sur la Perse sassanide en 636)
- 63. Mansour, Dragh, Foire internationale de Bagdad
- 64. Al-Washash
- 65. Iskan
- 66. 14 Ramadan
- 67. Yarmouk (Al-Yarmuk)
- 68. Safarat Complex, Kafa'at
- 69. Al-A'amiriya (Al-Amriya) (en)
- 70. Al Khadhraa, Hayy Al-Jami'a (Al-Jamia'a)
- 71. Al-Adel (Al-Adil)
- 72. Ghazaliya Est
- 73. Ghazaliya Ouest
- 74. Aéroport international de Bagdad, Route d'Abou Ghraïb

### Al-Rashid
- 75. Raffinerie de Dora
- 76. Dora, Athureen, Tua'ma
- 77. Al-Saydiya, Dhubat
- 78. Al-Saydiya
- 79. Bajas, Hayy Al-A'amel (en) (Amil)
- 80. Hayy Al-Jihad
- 81. Al-Atiba'a
- 82. Ajnadin, Hayy Al-Shurtta (Shurta) 4 et 5
- 83. Al-Furat
- 84. Suwaib, Makasib
- 85. Resala, Qertan, Ewainy Ouest
- 86. Ewairij
- 87. Saha (Seha), Hor Rejab
- 88. Mechanic, Asia
- 89. Bo'aitha

### Sources et bibliographie
- (en) Cet article est partiellement ou en totalité issu de l’article de Wikipédia en anglais intitulé « Administrative districts in Baghdad » (voir la liste des auteurs) dans sa version du 3 avril 2016.